# Kurtziella cerina
Kurtziella cerina är en snäckart som först beskrevs av Kurtz och William Stimpson 1851.  Kurtziella cerina ingår i släktet Kurtziella och familjen kägelsnäckor. Inga underarter finns listade i Catalogue of Life.